# ABC Signature
ABC Signature, in precedenza Touchstone Television e ABC Studios, è stata una casa di produzione televisiva statunitense sussidiaria di Disney Television Studios, controllata da The Walt Disney Company. Nel 2024 viene inglobata da 20th Television.

## Storia

### Touchstone Television
Nel 1984 The Walt Disney Company fondò la casa di produzione televisiva Touchstone Television, derivandone il nome dallo studio cinematografico Touchstone Pictures (sempre di proprietà Disney).
Il 24 agosto 1994, venne creata Walt Disney Television and Telecommunications, divisione televisiva del gruppo, e Touchstone Television (con tutte le altre unità televisive di Disney) passò sotto il suo controllo.
Nell'aprile 1996, a seguito della fusione Disney-CC/ABC e del ritiro del presidente di Walt Disney Television e Telecommunications, Touchstone Television divenne una divisione di The Walt Disney Studios.
Il primo novembre 1997, David Neuman è diventato presidente dello studio.
Nel marzo 1998, Touchstone è diventata divisione di Buena Vista Television Productions, un gruppo di nuova formazione sotto la presidenza di Lloyd Braun, insieme a Walt Disney Network Television.
Alla fine del 1999, Buena Vista Television divenne sussidiaria di ABC Television Network e si fuse con le divisioni produttive del gruppo, dando vita a ABC Entertainment Television Group.

### ABC Studios
Nel 2007 la Disney decise di ridurre i suoi marchi ai soli Disney, ABC e ESPN e in seguito a questo la Touchstone Television venne rinominata in ABC Studios.
Nell'ottobre 2012 venne creata ABC Signature Studios con lo scopo di produrre contenuti per reti televisive esterne, per piattaforme streaming e per TV via cavo.

### ABC Signature
Nel 2020 la The Walt Disney Company annunciò una riorganizzazione degli studi televisivi e la fusione tra ABC Studios e ABC Signature Studios in ABC Signature. A seguito di questa riorganizzazione è diventata sussidiaria di Disney Television Studios.
Il primo ottobre del 2024, viene annunciato che ABC Signature sarebbe stata completamente assorbita dalla società sorella 20th Television. A seguito di una riorganizzazione, ABC Signature cesserà di operare come casa di produzione autonoma, di fatto chiudendo.

## Produzioni
Segue un elenco con alcuni dei titoli prodotti (o coprodotti) dallo studio:
- Black-ish
- Castle
- Dollface
- For Life
- Godfather of Harlem
- Grey's Anatomy
- Grown-ish
- Lost
- Mixed-ish
- Once Upon a Time
- Station 19
- The Good Doctor
- The Mighty Ducks: Game Changers
- The Rookie
- Unprisoned
- Reasonable Doubt

### Co-produzioni con Marvel Television
- Agent Carter
- Agents of S.H.I.E.L.D.
- Cloak & Dagger
- Daredevil
- Helstrom
- Inhumans
- Iron Fist
- Jessica Jones
- Luke Cage
- Runaways
- The Defenders
- The Punisher